# 4 My People
„4 My People“ je čtvrtým singlem americké raperky Missy Elliott z jejího třetího alba Miss E... So Addictive. Ve skladbě ve verzi z alba hostuje americká raperka Eve, zatímco jako singl byla vydána verze skladby v remixu od Basement Jaxx.

## Seznam skladeb

### CD Maxi-Singl
1. "4 My People" (Basement Jaxx Radio Edit)
2. "4 My People" (Original Radio Edit)
3. "4 My People" (Basement Jaxx All Night Dub)
4. "4 My People" (Basement Jaxx Vocal Mix Edit)
5. "4 My People" (Basement Jaxx Acid Dub)

### UK Singl
1. "4 My People" (Basement Jaxx Remix Radio Edit)
2. "4 My People" (Original Radio Edit)

### Vinyl Singl
Strana A
1. "4 My People" (Basement Jaxx Radio Edit)
2. "4 My People" (Original Radio Edit)
3. "4 My People" (Basement Jaxx All Night Dub)

Strana B
1. "4 My People" (Basement Jaxx Vocal Mix Edit)
2. "4 My People" (Basement Jaxx Acid Dub)

## Umístění v žebříčcích
| Žebříček                                     | Nejvyšší pozice |
| -------------------------------------------- | --------------- |
| Anglie - Singly                              | #5              |
| Švýcarsko - Singly                           | #40             |
| Rakousko - Singly                            | #40             |
| Francie - Singly                             | #37             |
| Nizozemí - Singly                            | #2              |
| Belgie - Singly                              | #3              |
| Švédsko - Singly                             | #19             |
| Norsko - Singly                              | #12             |
| Dánsko - Singly                              | #8              |
| Austrálie - Singly                           | #20             |
| Billboard Bubbling Under R&B/Hip-Hop Singles | #7              |